# Chwastówka rzeczna
Chwastówka rzeczna (Cisticola restrictus) – gatunek małego ptaka z rodziny chwastówkowatych (Cisticolidae). Występuje endemicznie w Kenii, możliwe, że zasiedla także część Somalii.

## Taksonomia
Gatunek po raz pierwszy opisany w roku 1967 w „Bulletin of the British Ornithologists’ Club” pod nazwą Cisticola restricta. Obecnie chwastówka rzeczna posiada status osobnego gatunku, jednak możliwe, że jest to hybryda między chwastówką szarawą (C. cinereolus) a chwastówką rechoczącą (C. chiniana).

## Morfologia
Długość skrzydła wynosi 61 mm, ogona 56 mm, dzioba około 14 mm (końcówka dzioba u mierzonego osobnika była lekko złamana), skoku 22–23 mm. Większa część upierzenia jasna, szarobrązowa, pokryta na wierzchu głowy i ciała brązowymi, wydłużonymi plamami typowymi dla rodzaju Cisticola. Ogon nieco dłuższy niż u pozostałych chwastówek, szarobrązowy, zakończony białym obszarem poprzedzonym czarnymi plamami; są one widoczne zarówno od spodu, jak i od góry. Obrzeżenia lotek rdzawe. Dymorfizm płciowy przejawia się jedynie w krótszych skrzydłach u samic. Młode samce posiadają czerwonawy wierzch głowy.

## Zasięg występowania
Zasięg występowania szacowany jest na 3400 km². Obejmuje okolice rzeki Tana w południowo-wschodniej Kenii. Środowisko życia stanowią zarośla akacji na wysokości do 500 m n.p.m.

## Status
Gatunek nie był widziany od 1972 roku; według IUCN posiada status braku danych (DD, Data Deficient), prawdopodobnie wymarł.